# Stylomesus simplex
Stylomesus simplex är en kräftdjursart som beskrevs av Menzies 1962C. Stylomesus simplex ingår i släktet Stylomesus och familjen Ischnomesidae. Inga underarter finns listade i Catalogue of Life.